# Клугин
Клугин (нем. Clugin) — деревня и бывшая коммуна в Швейцарии, кантон Граубюнден. Население составляло 34 человека на 2007 год. Официальный код — 3704. В 2009 году вместе с коммуной Пинья вошла в состав коммуны Андер.
Входит в состав региона Виамала (до 2015 года входила в округ Хинтеррайн).
На выборах в 2007 году наибольшее количество голосов получила Швейцарская народная партия (81,3 %), за Христианско-демократическую народную партию Швейцарии проголосовали 8,8 %, за Социал-демократическую партию Швейцарии — 7,5 %, за Свободную демократическую партию — 1,3 %.

## Географическое положение
До слияния площадь Клугина составляла 2,49 км². 28,7 % площади составляли сельскохозяйственные угодья, 62,3 % — леса, 2,4 % территории было заселено, 6,5 % заняты природными объектами.

## История
Коммуна впервые упоминается в 1243 году как de Cloduno. В деревне находятся руины замка Кальача XIII века. В 2009 году коммуны Пинья и Клугин стали частью коммуны Кацис.

## Население
На 2007 год население Клугина составляло 34 человека (16 мужчин, 18 женщин). В 2000 году 96,97 % жителей говорило на немецком языке, 3,03 % — на романшском. 18,2 % населения были в возрасте до 9 лет, 9,1 % — от 20 до 29 лет, 18,2 % — от 30 до 39 лет, 6,1 % — от 40 до 49 лет, 15,2 % — от 50 до 59 лет, старше 60 лет было 33,3 % населения.
| 1835 | 1850 | 1860 | 1900 | 1950 | 2000 | 2007 |
| ---- | ---- | ---- | ---- | ---- | ---- | ---- |
| 50   | 59   | 74   | 31   | 62   | 33   | 34   |